# Willy Monty
Willy Monty (* 11. Oktober 1939 in Feluy (Provinz Hennegau); † 9. November 2014 ebenda) war ein belgischer Radrennfahrer.

## Sportliche Laufbahn
Monty war im Straßenradsport aktiv. Als Amateur gewann er u. a. 1962 die Tour de la Province de Namur und drei Etappen der Tour de la Province de Liège, sowie eine Vielzahl an weiteren Rennen. 1962 startete er bei den UCI-Straßen-Weltmeisterschaften für Belgien und wurde beim Sieg von Renato Bongioni als Sechster im Straßenrennen der Amateure klassiert. Danach war er am Start der Tour de l’Avenir, die er auf dem 17. Rang beendete. 
1960 war er Teilnehmer der Olympischen Sommerspiele. Er fuhr im belgischen Vierer das Mannschaftszeitfahren, das Belgien auf einem enttäuschenden 18. Platz beendete.
Von 1963 bis 1971 war Monty als Berufsfahrer aktiv. Monty war Mannschaftshelfer, konnte dennoch einige Erfolge verzeichnen. Er fuhr u. a. für Jan Janssen, Henri Anglade, Roger Pingeon und Eddy Merckx als Helfer.
1964 konnte er eine Etappe der Critérium du Dauphiné Libéré gewinnen. Ein Jahr später siegte in einem Teilabschnitt bei Paris–Nizza sowie zwei Etappen der Katalonien-Rundfahrt. 
Die Tour de France bestritt er fünfmal, der 12. Platz 1967 war sein bestes Ergebnis in der Gesamtwertung.
Sein bestes Resultat bei den Monumenten des Radsports hatte er 1967, als er beim Sieg von Walter Godefroot Dritter im Rennen Lüttich–Bastogne–Lüttich wurde. Kurz zuvor war er in der Flandern-Rundfahrt Sechster geworden.

## Berufliches
Nach seiner sportlichen Karriere war Monty im Bierhandel tätig.